# Pietro Beltrami
Graf Pietro Beltrami (* 2. Juni 1812 in Bagnacavallo; † 20. Dezember 1872 in Florenz) war ein italienischer Anhänger der Carbonari und späterer Unternehmer und Politiker.

## Leben
Graf Pietro Beltrami war der einzige Sohn des Grafen Vincenzo Beltrami von Bagnacavallo und seiner Frau Santa Mascagni. Schon früh stand er den italienischen Carbonari nahe, die der bedeutendste der Geheimbünde war, die an der Fortentwicklung der italienischen Einigungsbewegung des Risorgimento beteiligt waren. Er gehörte zu den führenden Aufständischen aus den Kreisen der Carbonari, die am 29. September 1845 in der Gegend von Faenza in der heutigen Region Emilia-Romagna gegen die Truppen des Kirchenstaates kämpften, um das Gebiet dem Herzogtum Toskana anzuschließen. Die Schlacht endete jedoch in einer Niederlage der Aufständischen.

## Exil und Rückkehr
Nach der Niederschlagung des Aufstandes floh Beltrami nach Frankreich und ging für einige Jahre ins politische Exil. Nach einer Amnestie kehrte er jedoch in seine Heimat zurück und kämpfte im ersten italienischen Unabhängigkeitskrieg. Danach ging er nach Turin, wo er mit dem Grafen Camillo Benso von Cavour, der als Ministerpräsident des Königreichs Sardinien die italienische Einigung vorantrieb, Kontakt aufnahm. Nach der Einigung Italiens war Graf Pietro Beltrami zwischen 1861 und 1865 Deputierter im Parlament des Königreichs Italien.

## Ländereien auf Sardinien
Beltrami erwarb in dieser Zeit in Sardinien große Ländereien und wurde berüchtigt dafür, riesige Eichenwälder auf Sardinien abzuholzen, um das im Aufbau befindende italienische Eisenbahnnetz mit Eisenbahnschwellen zu beliefern. Deshalb erhielt er durch die einheimische Bevölkerung den zweifelhaften Spitznamen "Atilla der sardischen Wälder". Er verstarb schließlich 1872 in Florenz.